# Centrorhynchus brygooi
Centrorhynchus brygooi är en hakmaskart som beskrevs av Yves-Jean Golvan 1965. Centrorhynchus brygooi ingår i släktet Centrorhynchus och familjen Centrorhynchidae. Inga underarter finns listade i Catalogue of Life.